# Ilmjärve
Ilmjärve – wieś położona w estońskiej gminie Otepää.
Według spisu ludności z 2021 roku wieś Ilmjärve miała 26 mieszkańców.

## Historia
Na terenach wsi Ilmjärve stał niegdyś dwór, którego pierwsze wzmianki pochodzą z 1747 roku. Pierwszą lokatorką dworu była Marie Muise Beitler, która poślubiła Duńczyka Eliasa Dorcha, zarządcę dworu Sangaste. Od 1898 roku Elias widnieje jako dzierżawca, ponieważ Marie Luisa nie chciała zmienić swojego nazwiska. W 1967 roku niewiele pozostało z dworu, a główny budynek uległ zniszczeniu.

## Geografia
Wieś Ilmjärve położona jest na obrzeżach gminy Otepää, przy autostradzie Tartu-Valga. Z dwóch stron miejscowość otaczają wioski Kassiratta i Tõutsi, a z jednej strony graniczy ona z gminami Sangaste, a z drugiej z Urvaste.

## Kultura

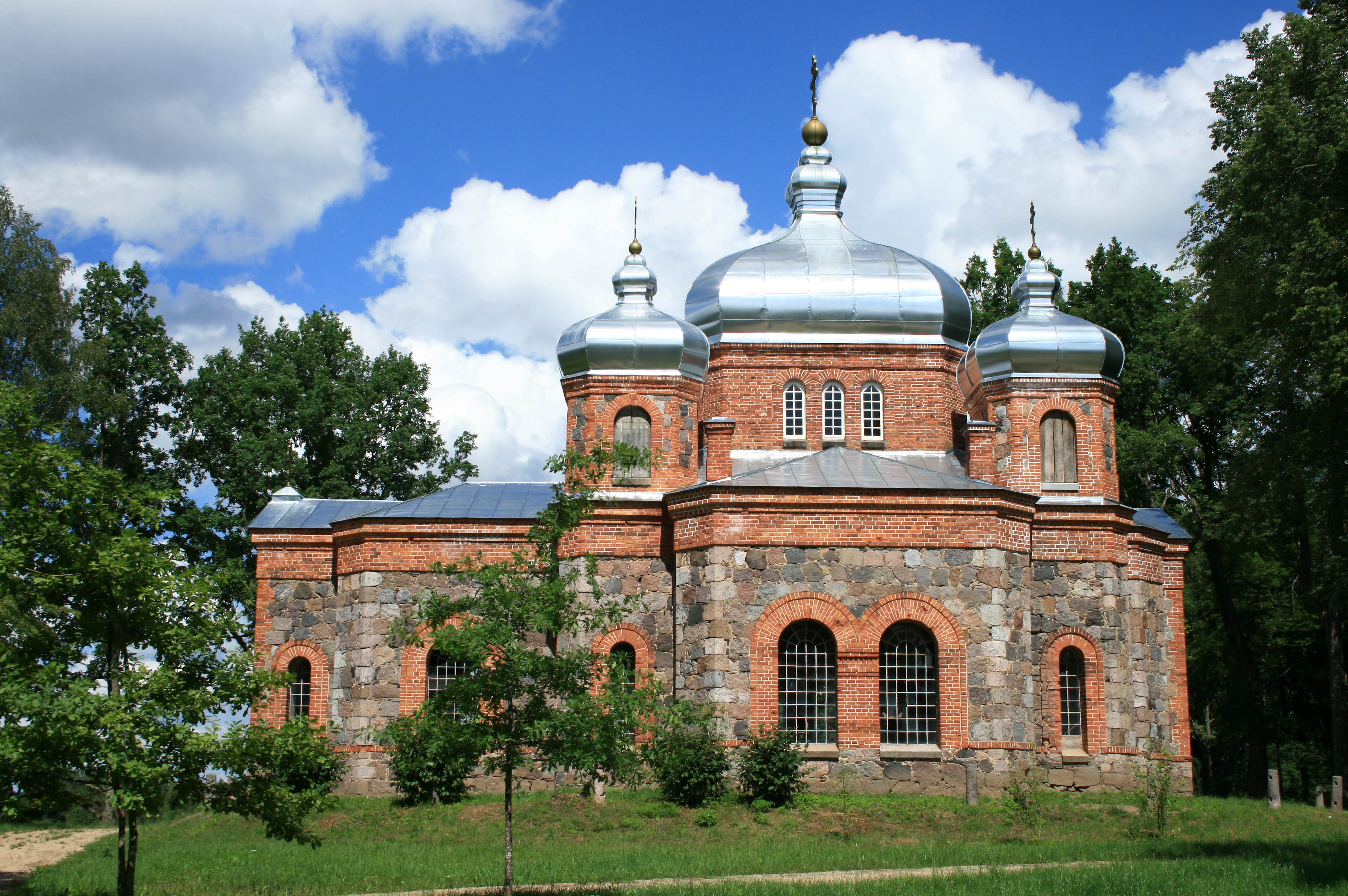
Kościół prawosławny w Ilmjärve

Kościół prawosławny w Ilmjärve jest uznawane za centrum wioski i znajduje się 15 kilometrów od miasta Otepää i 8 kilometrów od miasta Sangaste.
W 2014 roku po raz pierwszy od 25 lat w tamtejszym kościele prawosławnym odbyło się nabożeństwo, które celebrował arcybiskup Tallina i całej Estonii Stefan.